# سيرة بطولية

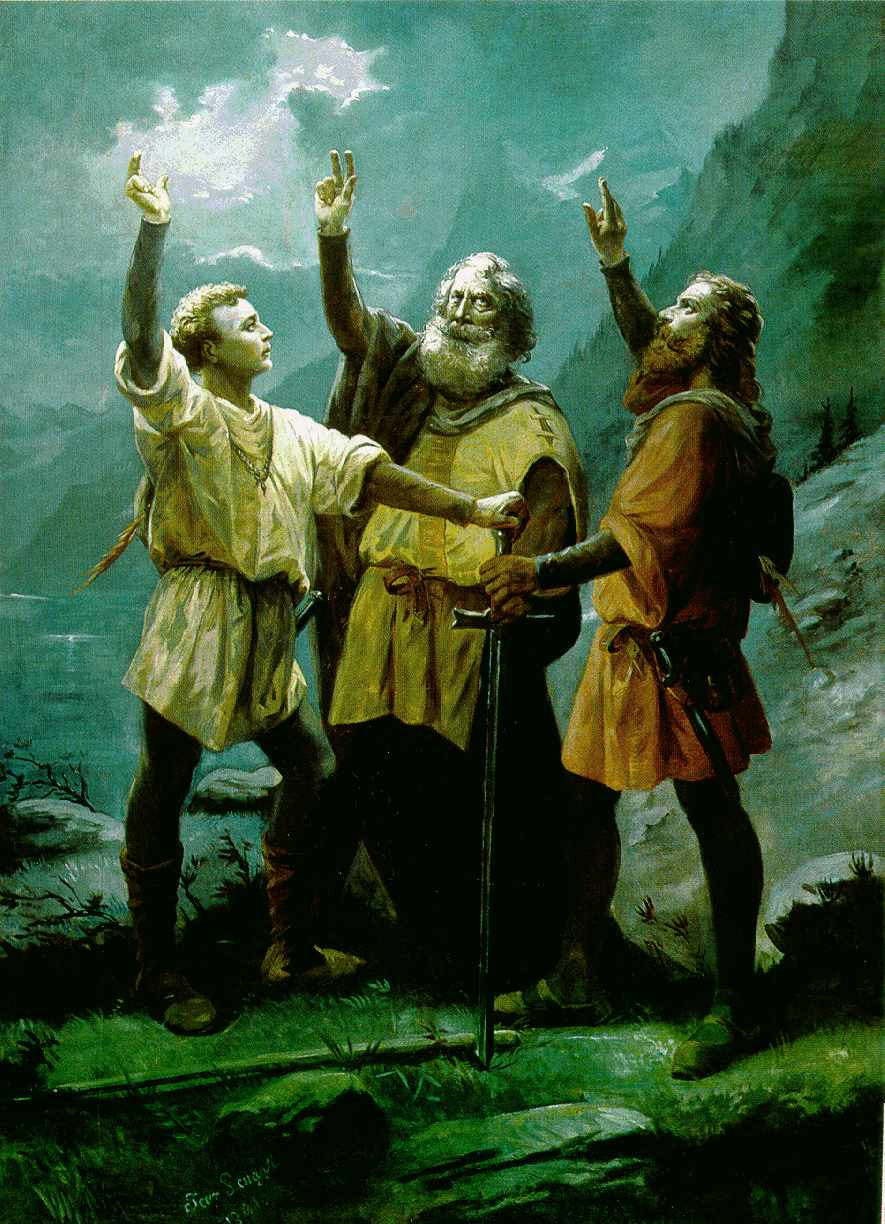
رادويشلور

السيرة البطولية(أ) أو الليجندة (باللاتينية: legenda) هي قصة أو مجموعة من القصص التُراثيَّة/التقليديَّة تتحدَّثُ عن شخصٍ أو مكانٍ مُحددٍ. وتُعدُّ من فنون القصص الشعبي، وتعتبر قصة غير متحقق من صحتها تاريخياً رغم الاعتقاد الشعبي بصحتها، ويطغى عليها الخيال وتمتلئ بالمبالغات، تدور غالباً حول حياة أشخاص متميزين ومحبوبين على النطاق الشعبي، وتنتمي قصص حياة وأعمال وكرامات القديسين إلى هذه الزمرة. وهي حكايات تدعي الحقيقة وتروي أحداثها نثراً أو شعراً بأسلوب قصصي يصعب إسناده إلى مؤلف معين، وهي تشتمل على بعض الحقائق التاريخية وبعض الأمور الخارقة التي لم يألفها الناس مثل سير القديسين وسير عنترة والزير سالم وذات الهمة، وهي تبدو من هذه الناحية شديدة الشبه بالأسطورة إلا أن زمن الفعل فيها ومكانه محددان وليسا مطلقين كما في الخرافة وحكايا الجن.
ظهر هذا النوع الأدبي في بدايات العصر المسيحي وتداوله الناس شفهيَّاً قبل أن يُسجل ويُكتب. وهو ينطبق الآن على أي قصة خيالية تتعلق بشخص واقعي أو حدث أو مكان. ويكون أقل اعتناء بعالم ما فوق الطبيعة أو عالم الخوارق من الاسطورة.
تعمل العديد من الليجندات ضمن مجال الشك والريبة، ولم تحظَ بالتصديق التام من قبل المُشاركين، ولكنها أيضًا لم تكن موضع شك مطلقًا. تُمَيَّز الليجندات أحيانًا عن الأساطير من حيث أنها تتعلق بالبشر باعتبارهم الشخصيات الرئيسية وليس الآلهة، وفي بعض الأحيان يكون لديها نوع من الأساس التاريخي بينما الأساطير بشكل عام ليست كذلك. وقد عرّف الأخوان غريم السيرة البطولية بأنها «حكاية ذات أسس تاريخية».

## التأثيل والأصل
كلمة «Legend» مستعارة من الفرنسية القديمة دخلت إلى اللغة الإنجليزية حوالي عام 1340. الاسم الفرنسي القديم «legende» مشتق من «ليجندة legenda» في لاتينية العصور الوسطى. في استخدامها المبكر في اللغة الإنجليزية، أشارت الكلمة إلى سرد أو رواية لحدث ما. وقد كانت كلمة «ليجندري legendary» في الأصل اسمًا (قُدِّمت في عام 1510) تعني مجموعة من الليجندات.
بحلول عام 1613، بدأ البروتستانت الناطقون باللغة الإنجليزية في استخدام الكلمة وذلك عندما تشتهي أنفسهم أن يشيروا إلى أن حدثًا ما (خاصة قصة أي قديس لم يُعترف به في أعمال جون فوكس وآثاره) كان وهميًا مُصطنعًا. ولذلك اكتسبت الليجندة دلالاتها الحديثة «غير موثقة أو موثوقة» و«زائفة»، مما يميزها عن معنى التسلسل التاريخي.
في عام 1866، وصف ياكوب غريم الحكاية الخرافية (بالإنجليزية: fairy tale)‏ بأنَّها «شِعْرِيَّة، ليجندة ذات شُهرة تاريخية» (بالإنجليزية: legend historic)‏. اتبع العلماء الأوائل مثل كارل ويرهان  وفريدريش رانك وويل إريك بيكيرت مثال غريم في التركيز فقط على السرد الأدبي، وهو نهج أُثرِيَ بشكل خاص بعد الستينيات، من خلال معالجة أسئلة الأداء والرؤى الأنثروبولوجية والنفسية المقدمة في النظر في السياق الاجتماعي لليجندات (بالإنجليزية: legends)‏. وصف فريدريش رانك في عام 1925 تعريف الليجندة الشعبية (بالإنجليزية: folk legend)‏ بأنها «قصة شعبية ذات محتوى مُتخيل غير صحيح بشكل موضوعي» بأنَّه موقف رافض تُخلِّيَ عنه إلى حد كبير فيما بعد.

### التعريف
تُعرِّف الموسوعة البريطانية «اللجند» بأنَّها قصة أو مجموعة من القصص التُراثيَّة/التقليديَّة تتحدَّثُ عن شخصٍ أو مكانٍ مُحددٍ. وكان المُصطلح فيما مضى يعني «حكاية عن قدِّيسٍ». وتُشبه «اللجندات» الحكايات الشعبية من حيث المُحتوى؛ فهي تتضمن كائنات خارقة، وعناصر أسطورية، أو تفسيرات لظواهر طبيعية، ولكنَّها مُرتبطة بمكانٍ/موقعٍ أو شخصٍ مُعيَّنٍ وتُحكى أو تُروى على أنَّها مسألة تاريخٍ.

### التعريب
عُرِّب مصطلح «legend» الإنكليزي إلى عدة مصطلحات عربية مُختلفة. فترجمه صاحب المورد إلى «أسطورة وخرافة»، وترجمه آخر إلى «سيرة». وأما المُتخصصون فكذلك لم يتفقوا على مصطلح واحد، فقد ترجموه إلى «حكاية أسطوريخية» أسطورة تاريخية، و«حكاية خرافية»، و«قصة خرافيَّة»، و«حكاية خارقة»، و«قصة بطولية أو القصة العجيبة»، و«ليجند أو ليجندة»، وعند فراس السواح فهو «الحكاية البطولية والليجندة»، و«الرواية الموروثة».

## الهوامش
أ. نُحِتَ المُصطلح بعد نقاش في ميدان اللغويات بالاستناد إلى مجموعة من المصطلحات المُتخصصة الواردة في مصادر متخصصة. وظهر، الآن، أنَّ المصطلح مستخدم بالفعل قبل نحت الموسوعة له، لذلك، وجب التنبيه.